# Berbisdorf (Einsiedel)
 Berbisdorf  ist ein Ortsteil der Stadt Chemnitz und gehört zu deren Stadtteil Einsiedel.

## Lage
Berbisdorf liegt im Süden der Stadt Chemnitz auf ca. 380–480 m ü. NN im Berbisdorfer Riedelgebiet. Nördlich befindet sich der Chemnitzer Stadtteil Harthau, östlich Einsiedel (zu welchem Berbisdorf verwaltungstechnisch gehört) und westlich Klaffenbach. Im Süden grenzt Berbisdorf an den Erzgebirgskreis.
Es existieren mehrere Aussichtspunkte. Die Sicht reicht von den Berbisdorfer Höhen bis zum Collmberg und zum Kraftwerk Lippendorf bei Leipzig in 60 km Entfernung und in westlicher Richtung bis zu den (inzwischen abgetragenen) Spitzkegelhalden von Ronneburg in 55 km Entfernung.

## Geschichte
Die erstmalige Erwähnung war 1381 – Lokator soll ein gewisser „Berwig“ (eventuell ein Waldbauer) gewesen sein, auf den der Name des Dorfes der Sage nach zurückgeht.
Über die Jahrhunderte unterstand Berbisdorf verschiedenen Verwaltungsterritorien, wie dem Amt Wolkenstein, der Amtshauptmannschaft Chemnitz und dem Kreis Stollberg.
Am 15. Juli 1935 erfolgte die Eingemeindung in die Gemeinde Einsiedel. Zum 1. Januar 1997 wurde die Gemeinde Einsiedel samt ihren Ortsteilen der Stadt Chemnitz angegliedert.

## Kirche zu Berbisdorf

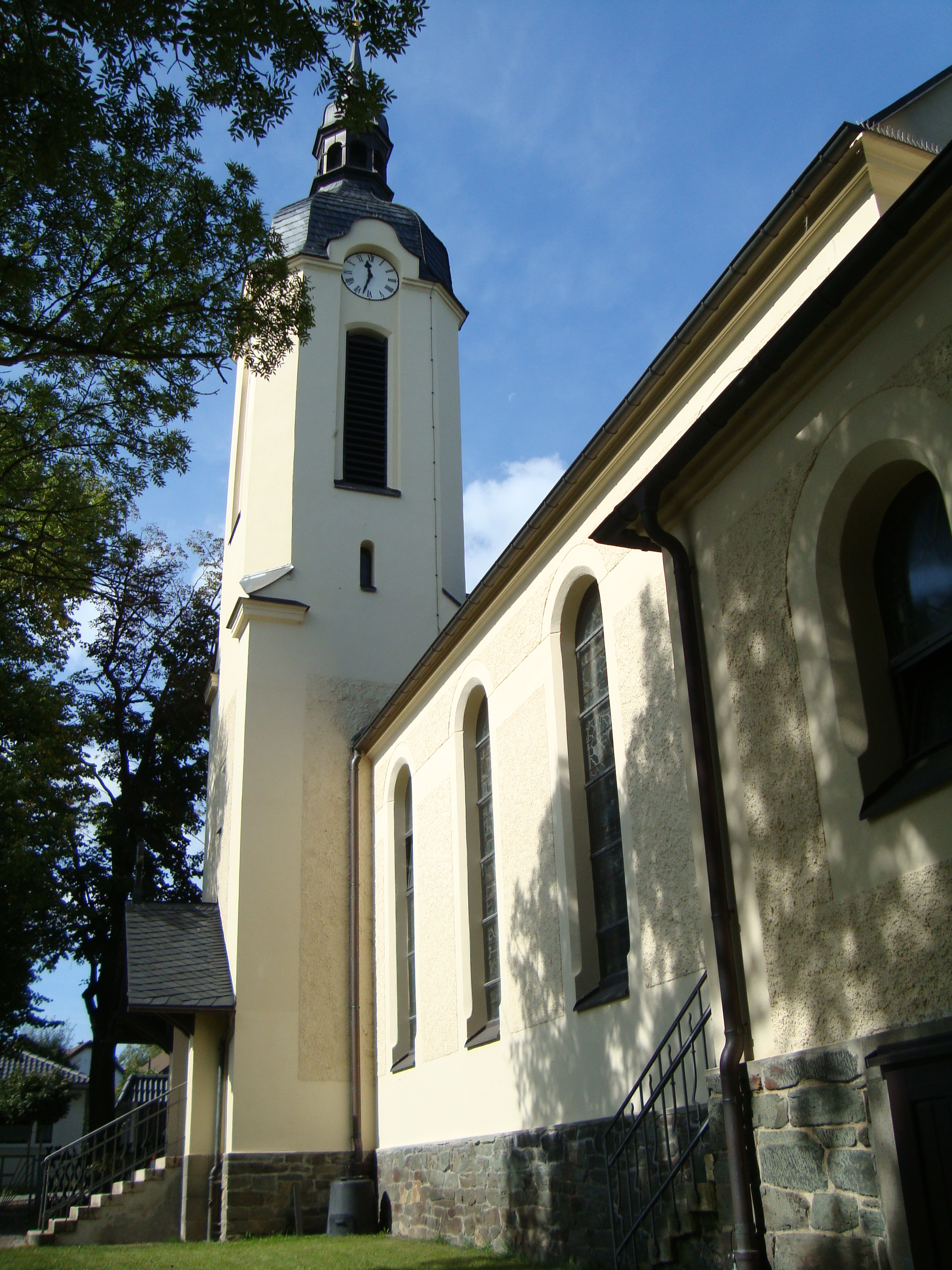
Kirche von Berbisdorf

Kirchlich gehörte Berbisdorf bis 1936 zur evangelisch-lutherischen Kirchgemeinde Harthau. Am 11. September 1904 wurde der Grundstein für eine eigene Kirche gelegt, die am 31. Juli 1905 geweiht wurde. Die Pläne dazu entwarf der Leipziger Architekt Paul Lange.
1928 wurde die Gasbeleuchtung der Kirche auf elektrisches Licht umgestellt. Rechtlich war die Berbisdorfer Kirche eine Filialkirche von Harthau, bis es 1936 nach Einsiedel umgepfarrt wurde. Bei den Bombenangriffen auf Chemnitz am 5. März 1945 nahm die Kirche nur geringen Schaden an Fenstern und Dach. Von 1953 bis 1954 wurde unter der Orgelempore ein Gemeinderaum eingebaut. Anlässlich des 50. Jubiläums wurde der Innenraum 1955 gründlich erneuert.
1960 wurde der Turm neu verputzt und 1976 das Turmdach mit Schiefer neu eingedeckt. 1985 bis 1987 folgte eine zweite Erneuerung des Innenraumes. Das Turmkreuz musste nach einem starken Sturm 1993 entfernt werden. 1997 wurde eine Bankheizung eingebaut. In den Jahren 2002 und 2003 wurde der Außenputz erneuert.
Die drei ursprünglichen Glocken der Kirche wurden 1904 von der Firma C. Albert Bierling in Dresden gegossen. Während des Ersten Weltkrieges mussten 1917 die beiden größeren Glocken abgegeben werden. Sie wurden eingeschmolzen und 1921 wieder durch Glocken der Firma Bierling ersetzt. 1928 wurde eine elektrische Läuteanlage eingebaut, die noch in Betrieb ist. 1942 mussten während des Zweiten Weltkrieges erneut die beiden großen Glocken abgegeben werden. 1964 wurde durch die Schmiede Fritz Morgenstern in Einsiedel ein neuer Glockenstuhl gefertigt, in den im gleichen Jahr drei neue Glocken aufgezogen wurden. Die letzte verbliebene Bronzeglocke von 1904 wurde nach Rodersdorf (Vogtland) verkauft.

## Gedenkstätten
- Gedenktafel für die Toten im Kriege 1870/71 („Sedan-Tafel“)
- Kriegerdenkmal 1914–18

## Bevölkerung
Zurzeit sind ca. 1000 Einwohner dem Ortsteil Berbisdorf zuzurechnen.

## Wirtschaft
In Berbisdorf existieren drei Gaststätten:
- Friedenseiche (bis auf Weiteres geschlossen)
- Keglerheim
- Lehngericht

Diese haben ihre Ruhetage so eingerichtet, dass an jedem Wochentag mindestens eine Gaststätte geöffnet hat.
Des Weiteren sind verschiedene Gewerke vertreten: Dachdecker, Elektriker, Tischler, Bäckerei, Blechner, Kleinbau und andere mehr.

## Veranstaltungen
Der Verein Berbisdorf e. V. richtet gemeinsam mit der Kirchgemeinde die jährlich stattfindende Kirmes und das Martinsfest aus.